# Сонино (озеро)
Со́нино — озеро в Тверской области России, в Осташковском районе, принадлежит бассейну Мсты.
Площадь озера Сонино 6,3 км², длина 4,1 км, ширина до 3 км. Площадь водосборного бассейна — 43,4 км². Высота над уровнем моря — 233,4  метра. Происхождение моренно-аккумулятивное.
Берега на западе сухие, на юге и востоке — низменные и заболоченные. На северо-востоке к озеру Сонино примыкает верховое болото Анушинский мох. Местами берега сильно заросли камышом и тростником.
На западном берегу озера находится деревня Сухлово, севернее в двух километрах от озера — деревня Анушино. В пяти километрах на северо-запад от озера железнодорожная платформа Чёрный Дор дороги Бологое — Осташков.
В озеро впадает несколько ручьев, из северной части озера вытекает речка Сонка, впадающая через 12 километров в Цну.
Окрестности озера используются для рыбалки и охоты.